# 下電タクシー
下電タクシー株式会社（しもでんタクシー）は岡山県岡山市南区豊浜町に本社を置く、かつてタクシー、観光バスを運行していた企業である。

## 概要
タクシー営業区域は岡山市、倉敷市、玉野市。観光バスの車両は日野自動車製といすゞ製を中心に所有。下津井電鉄のグループである。子会社に東和タクシー株式会社がある。
2010年12月1日に、タクシー事業を下電観光バスへ譲渡し、不動産管理会社となった。